# Ephedra altissima
Ephedra altissima — вид голонасінних рослин класу гнетоподібних.

## Поширення, екологія
Зустрічається в Північній Африці в Алжирі, Лівії, Марокко та Тунісі, а також знайти на Мальті і на Канарських островах (Іспанія). Росте на висотах від 10 м до 700 м. Чагарник часто зустрічається на скелястих вапнякових схилах. Час цвітіння між лютим і травнем. Час плодоношення в період з квітня по травень. Стиглі жіночі шишки поїдаються тваринами.

## Використання
Стебла більшості членів цього роду містять алкалоїд ефедрин і відіграють важливу роль в лікуванні астми та багатьох інших скарг дихальної системи.

## Загрози та охорона
Є загальні загрози існування по всьому ареалу цього виду, але ніяких конкретних серйозних загроз. Не відомо, чи росте в будь-яких охоронних територіях.

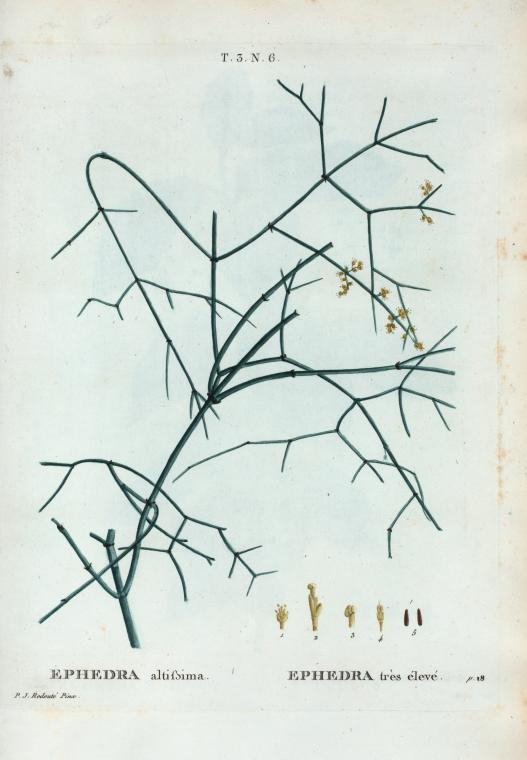

| Шишки секвоядендрону | Це незавершена стаття про голонасінні. Ви можете допомогти проєкту, виправивши або дописавши її. |